# Adil Karibow
Adil Alikarajewicz Karibow (ur. 26 sierpnia 1975) – kazachski zapaśnik walczący w stylu klasycznym. Zajął piętnaste miejsce na mistrzostwach świata w 1998. Czwarty na igrzyskach azjatyckich w 1998 i na mistrzostwach Azji w 1995. Złoty medalista na igrzyskach centralnej Azji w 1999. Wicemistrz igrzysk Azji Wschodniej w 1997. Piąty w Pucharze Świata w 1995 i szósty w 1997 roku.